# 小行星1091
小行星1091（1091 Spiraea）是一颗围绕太阳公转的小行星。1928年2月26日，卡爾·威廉·萊茵姆特在海德堡发现了此天体。
該小行星以繡線菊命名。
这颗小行星的绝对星等为10.99等。